# Francis Bergèse
Pour les articles homonymes, voir Bergèse.
Francis Bergèse, né le 12 juillet 1941 à Crest, dans la Drôme, est un dessinateur français de bandes dessinées aéronautiques connu pour avoir dessiné des couvertures du mensuel Le Fana de l'aviation et des couvercles de boites de maquettes Heller (152 illustrations de 1976 a 1980). Il a aussi dessiné plusieurs albums des séries Biggles et Buck Danny.

## Biographie
Francis Bergèse naît à Crest le 12 juillet 1941. Fin 1951, son père jusqu'alors camionneur à son compte fait faillite et part au Maroc travailler comme conducteur d'engin sur la base de l'US Air Force de Nouasseur. Bergèse, son frère Alain et sa mère Simone le rejoignent à Casablanca début 1952.
Bergèse revient en France en 1954 pour étudier au collège de Crest, d'abord comme interne jusqu'au retour du reste de la famille. En 1957, il découvre la possibilité d'obtenir une bourse pour la pratique du vol à voile à condition d'obtenir le brevet élémentaire des sports aérien (devenu plus tard le brevet d'initiation aéronautique). Il débute le vol à voile au printemps 1958. Parallèlement, il envisage un engagement dans l'aviation légère de l'Armée de terre (ALAT) car l'engagement pour tenter d'y devenir pilote n'est que de trois ans au lieu de cinq dans l'Armée de l'air où l'Aéronavale.
En avril 1958, Bergèse fait une préparation militaire à l'issue de laquelle est proposé un stage de 15 jours de parachutisme terminé par quatre sauts. La multiplication de ses activités extra-scolaires (vol à voile, dessin, scoutisme, modélisme, théâtre etc.) a un effet déplorable sur ses études. A la rentrée 1959, devant redoubler sa seconde après avoir déjà redoublé deux classes précédemment, il renonce à poursuivre ses études. Il trouve un emploi dans une banque. Un an plus tard, il devance l'appel du service militaire et s'engage dans l'ALAT pour trois ans. Après neuf mois très durs de classes arrive la formation au pilotage à Dax sur Nord 3202. Le 13 janvier 1962 il reçoit, avec 21 autres stagiaires, les ailes matérialisant son brevet de pilote militaire.
De 1962 à 1963 Bergèse est affecté en Algérie ou il vole peu en raison du cessez-le-feu, principalement pour des liaisons et quelques convoyages de Cessna L-19 vers Dax. C'est à cette époque que ses premières pages de BD (une présentation du vol à voile dans une petite revue, L'Étoile) et un livre illustré par lui (Cap au sud de Jean-Paul Benoit) sont publiés. Le 27 octobre 1963 il rentre définitivement en France. Pendant les quelques mois d'engagement lui restant à faire il réalise une nouvelle BD pour L'Étoile. Le 30 avril 1964 il redevient civil.
Après un été passé à remorquer des planeurs sur Morane-Saunier MS.317 et Stampe SV-4 et à voler sur les divers planeurs du centre de jeunesse du Plessis-Belleville, Bergèse commence à travailler occasionnellement comme assistant de Vanni Tealdi pour qui il réalise les arrières-plans de couvertures de livres et d'affiches de films. Il ne parvient pas à placer ses projets de bandes dessinées et multiplie les petits travaux d'illustration pour divers supports.
Le 12 juillet 1966, le jour de ses 25 ans, il épouse Lise rencontrée six ans plus tôt dans une troupe de théâtre amateur. En janvier 1967 sa BD Panique dans les Andes parait dans la revue Amigo qui publiera à la suite les aventures de son Jacques Renne qu'il qualifie de « Tanguy et Laverdure du pauvre ». Il doit multiplier les travaux d'illustration et les projets de BD pour nourrir sa famille qui s'agrandit le 7 novembre 1967 avec la naissance de son fils Frédéric et le 15 mai 1969 avec celle de sa fille Nathalie.
Début mai 1969, Bergèse découvre le premier numéro d'une nouvelle revue, L'Album du fanatique de l'aviation (renommée Le Fana de l'aviation en 1983) pour laquelle il se dépêche de proposer des illustrations. Bien que l'illustrateur initial, Robert Roux, soit aussi le directeur du mensuel, il accepte la collaboration de Bergèse avec qui il partagera les couvertures, plutôt mal payées. Plus tard, Paul Lengellé fera lui-aussi des couvertures. Bergèse adapte en 1970 un volume du Prince Éric en bande dessinée, Le Bracelet de vermeil.
Lassé de devoir multiplier les travaux alimentaires dont la seule caractéristique commune était leur faible rémunération, Bergèse postule à un poste de secrétaire de rédaction du Fana de l'aviation qu'il occupe à partir du 1er avril 1972. En 1973, il remplace le rédacteur en chef parti vers une autre publication. Il en profite pour essayer de régulariser la restitution des œuvres originales aux auteurs et constate des disparitions, parfois même pendant le cycle de fabrication.
Sur son temps libre, en février 1973, Bergèse reprend le poste de rédacteur en chef de Modèle Magazine, une des deux revues consacrées à l'aéromodélisme avec Modèle réduit d'avion (MRA) qui vient d'être racheté. Le nouveau propriétaire ne pouvant financer l'expansion nécessaire du titre le revend aux Éditions Larivière déjà éditeur du Fana et employeur de Bergèse. Celui-ci reste rédacteur en chef mais dans le cadre de son emploi chez l'éditeur. Le premier janvier 1975 il quitte son poste de rédacteur en chef de Modéle Magazine pour un poste de rédacteur en chef adjoint mieux payé à la revue Pilote privé qui vient d'être créée. Cette collaboration le met en relation avec la « bande à Salis » qui sera l'occasion d'un reportage sur un Morane-Saulnier MS.181 (en) et de ses premiers vols pour cette association.
Fin juillet 1975, Bergèse quitte Pilote privé dont les versements de salaires erratiques l’inquiètent. Il écrit et illustre deux livres pour les Éditions Ouest‑France sur les modèles réduits d'avions et de bateaux et réalise pour le SIRPA Air les illustrations d'une vingtaine d'avions anciens et récents pour des boites d'allumettes de la Seita. 
En janvier 1976 il rejoint la rédaction d'Aviation Magazine International pour un remplacement. En mai, il couvre pour la revue son troisième congrès du COTAM. Le voyage de retour se fait sur un C-160 Transall et l'équipage lui fait la surprise de l'installer à la place du pilote (avec un instructeur en place droite) pour ramener le Transall de Toulouse à Orléans.
La maison Heller, intéressée par ses illustrations de boites d'allumettes, prend contact avec lui pour des commandes d'illustrations d'avions, et aussi de voitures et d'engins militaires. La première commande est pour le char AMX-30 puis, ce test réussi, les commandes affluent à tel point que Bergèse peine à suivre en dehors de ses heures de travail chez Aviation Magazine. La meilleure santé du journaliste qu'il remplace lui permet de proposer de continuer sa rubrique à domicile et à mi-temps tout en restant disponible pour des reportages ponctuels.
Cet arrangement, commode pour tout le monde, est accepté et à partir de janvier 1977 il travaille à domicile pour Aviation Magazine et Heller. Il emménage dans une maison à 15 km du terrain de La Ferté-Alais. Le travail pour Heller étant trop important pour un mi-temps, il obtient un emploi à plein temps toujours à domicile et démissionne d'Aviation Magazine le 30 septembre 1978 tout en gardant la possibilité de travailler comme pigiste pour la revue.

Il devient dessinateur de la série Buck Danny à partir de 1983 avec Mission Apocalypse, en remplacement de son dessinateur historique, Victor Hubinon, mort en 1979. Après le décès du scénariste Jean-Michel Charlier en 1989, il continue seul la réalisation des épisodes suivants, à l'exception de l'album Les Secrets de la mer Noire, scénarisé par Jacques de Douhet. Il arrête sa participation en 2008 avec Porté disparu. Les dessinateurs Francis Winis et Gil Formosa l'ont depuis remplacé, d'après des scénarios de Frédéric Zumbiehl.
En 2010, son autobiographie parait aux éditions Idées + dans la collection « Plein vol » sous le titre Une vie de dessin et d'aviation.
Bergèse est le père de Frédéric Bergèse — alias Bérik —, également dessinateur de bandes dessinées. Ce dernier a notamment collaboré avec son père en tant que coloriste sur certains albums des séries Biggles et Buck Danny.
Bergèse est pilote d'aviation légère et prend toujours plaisir à voler dans son Piper Arrow — dont une reproduction apparaît dans un album de Buck Danny, Sabotage au Texas (page 4, case 2).